# Klonownica Duża
Klonownica Duża es un pueblo ubicado en la gmina Rokitno, distrito de Biała Podlaska, voivodato de Lublin, Polonia.

## Superficie
Cuenta con una superficie de 8,180 kilómetros cuadrados.

## Demografía
Hasta 2011 la población era de 283 habitantes, con una densidad de población de 34,60 habitantes por kilómetro cuadrado. Estaba conformada por 146 hombres (51,6%) y 137 mujeres (48,4%), según el censo de la Oficina Central de Estadística.